# Санто Стефано Роеро
Санто Стѐфано Роѐро (на италиански: Santo Stefano Roero; на пиемонтски: San Steo Roè, Сан Стео Рое) е село и община в Северна Италия, провинция Кунео, регион Пиемонт. Разположено е на 330 m надморска височина. Населението на общината е 1369 души (към 2017 г.).